# Szentistván
Szentistván – wieś i gmina w północno-wschodniej części Węgier, w pobliżu miasta Mezőkövesd.

## Podział administracyjny
Administracyjnie gmina należy do powiatu Mezőkövesd, wchodzącego w skład komitatu Borsod-Abaúj-Zemplén i jest jedną z jego 21 gmin.